# Johann Trestler
Johann Trestler (ur. 27 października 1887 w  Martinsdorf w Gaweinstal, zm. 30 sierpnia 1926 w Wiedniu) – austriacki zapaśnik walczący w stylu klasycznym. Olimpijczyk z Sztokholmu 1912, gdzie zajął dwudzieste miejsce w wadze półciężkiej.
Srebrny medalista mistrzostw świata w 1913 i brązowy w 1911. Mistrz Europy w 1912 i czwarty w 1914 roku.

## Letnie Igrzyska Olimpijskie 1912
| Konkurencja            | Rundy eliminacyjne     | Rundy eliminacyjne  | Klas. końcowa |
| Konkurencja            | Przeciwnik I           | Przeciwnik II       | Miejsce       |
| ---------------------- | ---------------------- | ------------------- | ------------- |
| 82,5 kg styl klasyczny | Renato Gardini (ITA) P | Fritz Lange (GER) P | 20.           |